# Born Again (album de Randy Newman)
Pour les articles homonymes, voir Born Again.
Albums de Randy Newman
Little Criminals
(1977) Trouble in Paradise
(1983)
Born Again (1979) est le 6e album studio de l'auteur-compositeur-interprète américain de rock Randy Newman.
Ce nouvel opus a divisé les critiques musicaux bien que l'album ait reçu un bon accueil de la part du public.

## Titres de l'album
| No  | Titre                             | Durée |
| --- | --------------------------------- | ----- |
| 1.  | It's Money That I Love            | 3:38  |
| 2.  | The Story of a Rock and Roll Band | 2:53  |
| 3.  | Pretty Boy                        | 4:00  |
| 4.  | Mr. Sheep                         | 3:53  |
| 5.  | Ghosts                            | 2:28  |
| 6.  | They Just Got Married             | 2:51  |
| 7.  | Spies                             | 3:55  |
| 8.  | The Girls in My Life (Part One)   | 2:36  |
| 9.  | Half a Man                        | 3:38  |
| 10. | William Brown                     | 1:50  |
| 11. | Pants                             | 3:06  |

## Personnel
- Randy Newman – chant, piano, Fender Rhodes
- Waddy Watchel – guitare
- Buzzy Feiten – guitare
- Chuck Findley – trompette
- Tom Scott – saxophone
- Victor Feldman – Fender Rhodes, batterie, percussions
- Michael Boddicker – synthétiseur
- David Shields – guitare basse
- Willie Weeks – guitare basse
- Andy Newmark – batterie
- Lenny Castro – percussions
- Carlos Vega – percussions
- Stephen Bishop – chœurs
- Valerie Carter – chœurs
- Arno Lucas – chœurs